# Anarchicks
Anarchicks ist eine portugiesische Band aus dem Großraum Lissabon. Sie besteht aus vier jungen Frauen und spielt einen an Punk und New Wave orientierten Musikstil.

## Geschichte
Die vier jungen Frauen taten sich 2011 zusammen, um energiegeladene Musik zu spielen, mit einer Gitarre, einem Bass, einem Schlagzeug, einem Keyboard, und mit Gesang von allen vieren. Sie sehen sich in der Tradition der Riot Grrrls und spielten von Beginn an mit den Clichées der verschiedenen Musikrichtungen, die sie mischen. 2012 erschien eine erste 4-Song-EP.
Erstmals im Radio zu hören waren sie 2012 in der Sendung Indiegente, einer seit Mitte der 1990er Jahre auf Antena 3 laufenden, einflussreichen Sendung für Alternative Musik. Der DJ und Moderator der Sendung, Nuno Calado, spielte dort das Stück Forever, das aus den Aufnahmen zu ihrem erst später veröffentlichten ersten Album stammte.
2013 erschien mit Really?! das erste volle Album der Band. Es erhielt einige Aufmerksamkeit der Medien, und die Band wurde mehrmals in Fernsehsendungen eingeladen, darunter ein Interview in der Nachrichtensendung der öffentlich-rechtlichen RTP zum Internationalen Frauentag am 8. März 2013. Die Bekanntheit der Gruppe nahm weiter zu, zum einen durch das Album und die dazugehörigen Videoclips, die auch eine Nähe der Band zur alternativen Kunst- und Designerszene Lissabons zeigten. Zum anderen fiel die Gruppe weiter durch ihre Konzerte auf, bei der das Quartett seine energischen Liveauftritte immer wieder auch an ungewöhnlichen Orten gab, etwa in Linienbussen der Carris während des Vodafone Mexefests in Lissabon 2012 oder im April 2013 von den offenen Fenstern eines ehemaligen Versicherungsgebäudes an der Avenida dos Aliados, der Prachtstraße von Porto.
Sie spielten auf dem Super-Bock-Super-Rock-Festival 2013, als Eröffnungsband auf der Super Bock-Bühne, und traten mehrmals im Ausland auf, insbesondere in Frankreich, beispielsweise mit Peaches in Le Havre, wo sie mit ihr zusammen die Beatles coverten. Anarchicks spielten zudem mit ausländischen Bands in Portugal, etwa der brasilianischen Girlband Cansei de Ser Sexy oder der Berliner Powerpop-Band The Not Amused.
Ende Januar 2014 begann die Band die Arbeit an einem neuen Album.

## Diskografie
- 2012: Look What You Made Me Do (EP, Sound101 Records)
- 2013: Really?! (Album, Chifre Records)
- 2016: We Claim the Right (EP, Blitz)
- 2016: We Claim the Right to Rebel and Resist (Album, Sony Distr.)
- 2017: Vive la Ressonance (EP)
- 2019: Loose Ends (Album)
- 2021: No Freedom Under Fascist Rules (digitale Single)